# Србљани
Србљани су насељено мјесто у Босни и Херцеговини у општини Бихаћ које административно припада Федерацији Босне и Херцеговине. Према попису становништва из 1991. у насељу је живјело 1.292 становника.

## Становништво
| Националност       | 1991.          | 1981.          | 1971.          |
| Муслимани          | 1.271 (98,37%) | 1.337 (98,45%) | 1.228 (98,79%) |
| Хрвати             | 1 (0,07%)      | 8 (0,58%)      | 6 (0,48%)      |
| Срби               | 0              | 2 (0,14%)      | 5 (0,40%)      |
| Југословени        | 14 (1,08%)     | 11 (0,81%)     | 0              |
| остали и непознато | 6 (0,46%)      | 0              | 4 (0,32%)      |
| Укупно             | 1.292          | 1.358          | 1.243          |